# شینگ‌ماهیان
شینگ‌ماهیان (Ephippidae) نام یکی از خانواده‌ها از ماهیان است.